# Allée couverte von Lobo
Die Allée couverte von Lobo (auch Lobo Haut Pinel genannt) liegt im dichten Wald von L’Alsace, bei Ruffiac, südlich von Caro im Département Morbihan in der Bretagne in Frankreich.
Die etwa 22,0 m lange Allée couverte ist nach Südosten orientiert. Sechs von zehn Deckenplatten sind noch vorhanden, unterstützt von 28 Tragsteinen in situ (vier weitere sind umgefallen). Eine etwa sechs Meter lange Seitenkammer liegt an der Südseite.

Allée couverte von Lobo
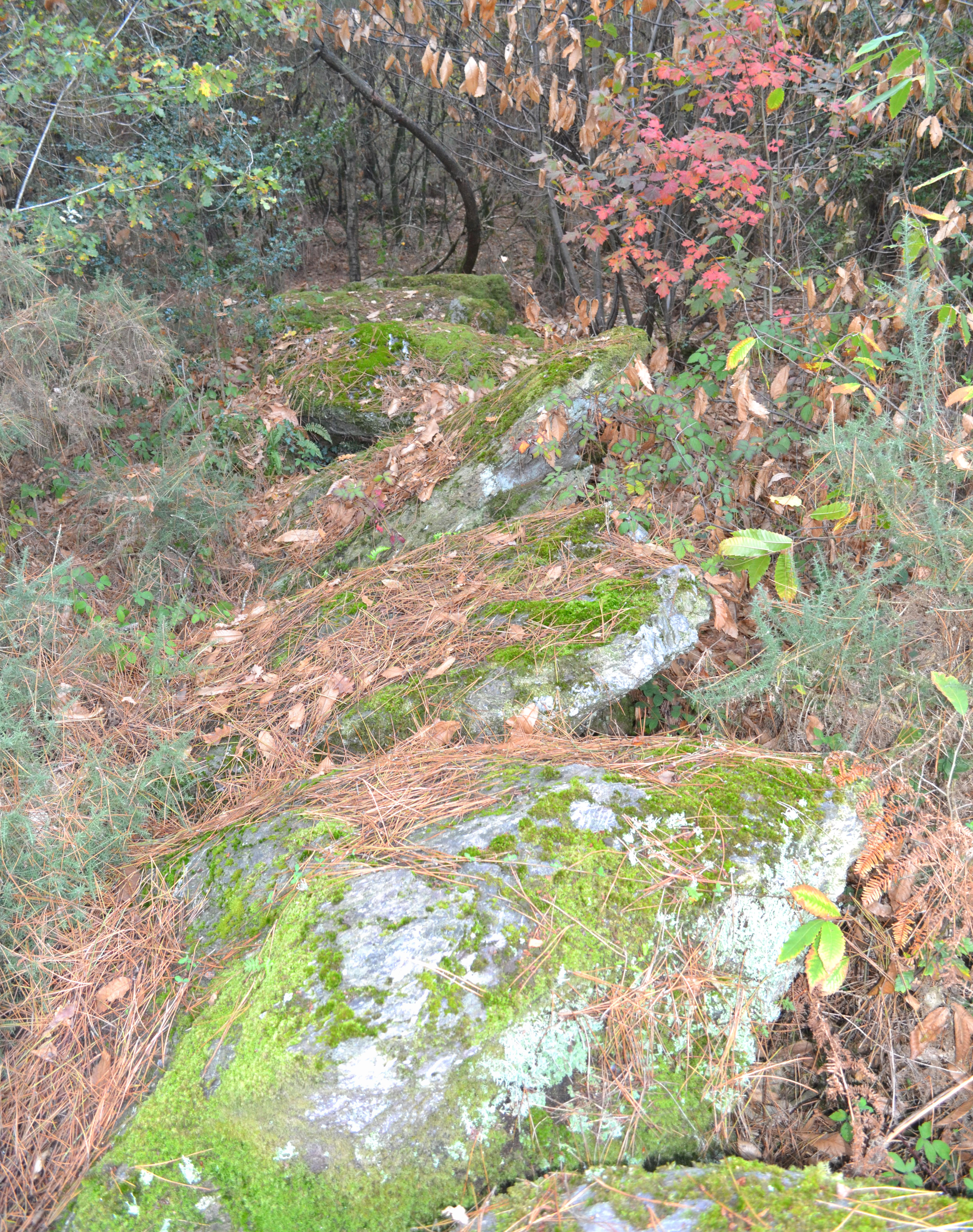
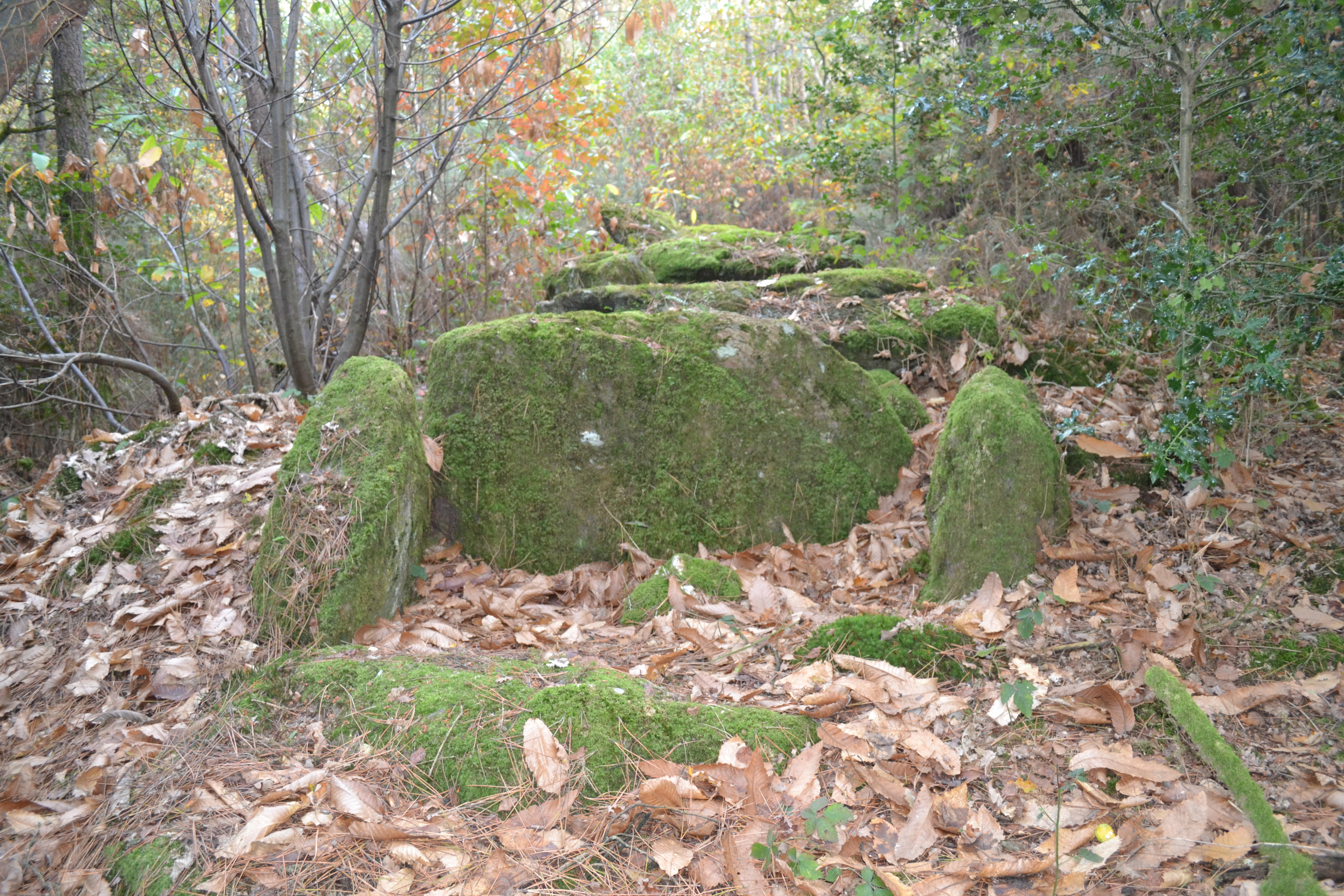
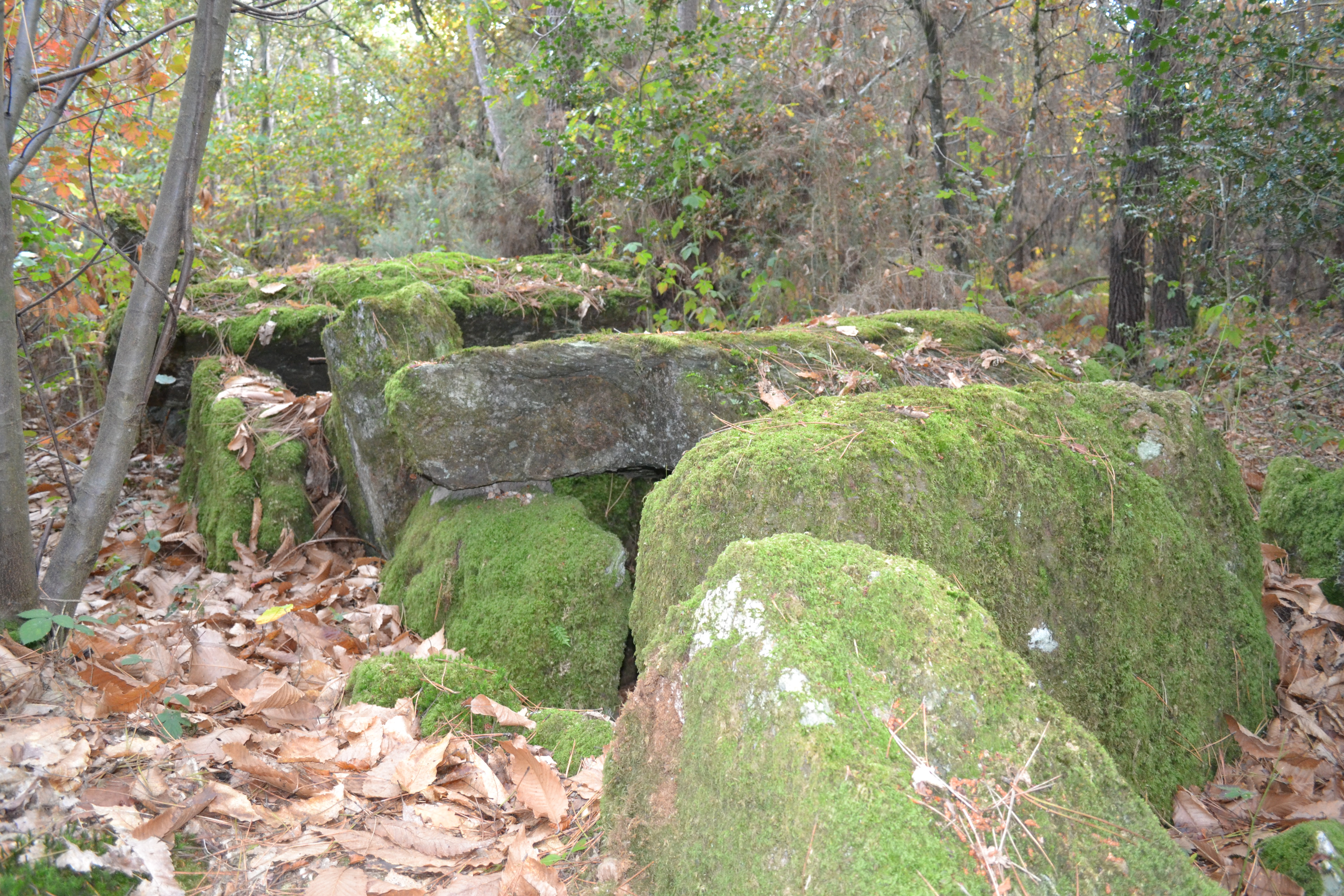
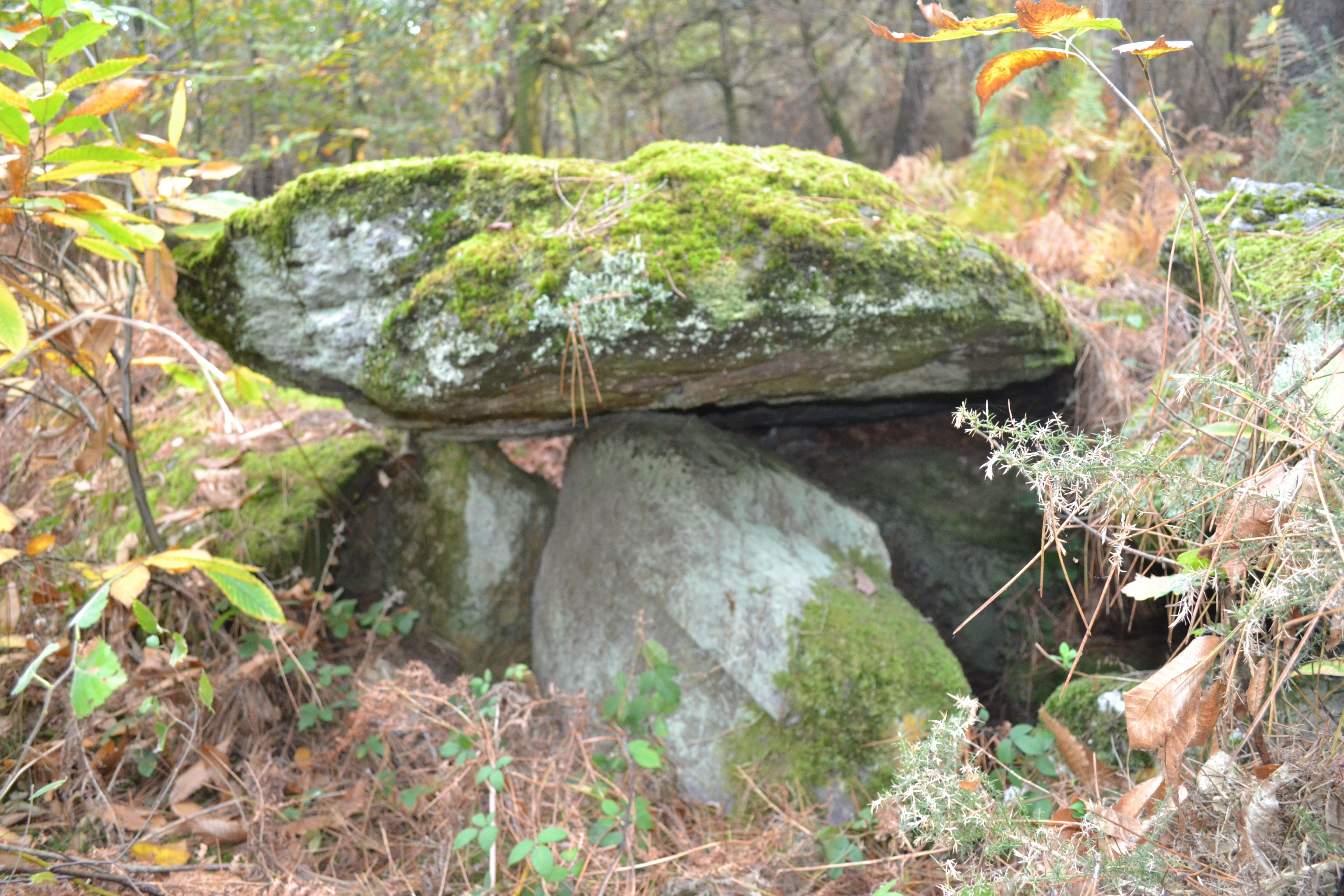

Im Jahr 1887 erkundeten Charles de La Monneraye (1812–1904) und Jules de Montfort (1841–1908) die Megalithanlage zum ersten Mal. Einige Jahre später wurde sie von Louis Marsille (1872–1966) beschrieben, der sie mit ihrem Vorraum, dem Zugang, der Kammer und der Seitennische für ein besonderes Denkmal in der Region hält.
Etwa 1,0 km entfernt liegt die Allée couverte du Grand Village und 1,6 km entfernt steht der Menhir du Bodel.